# Chris Duhon
Chris Nicholas Duhon (Mamou, Louisiana, 31 augustus 1982) is een Amerikaans voormalig basketbalspeler in de NBA.